# Communauté de communes du Pays-du-Gois
La communauté de communes du Pays-du-Gois (CCPG), est une ancienne structure intercommunale à fiscalité propre française située dans le département de la Vendée et la région des Pays de la Loire.
Créée le 1er janvier 2001, elle disparaît le 31 décembre 2016 à la suite de la création de la Challans-Gois-Communauté, entité résultant de la fusion de la communauté de communes avec celle du Pays-de-Challans.

## Historique
La communauté de communes du Pays-du-Gois est créée par un arrêté préfectoral du 14 décembre 2000 avec effet au 1er janvier 2001 sous le nom de « communauté de communes du Marais-Breton-Nord », dans la continuité du syndicat intercommunal à vocation multiple (SIVOM) du canton de Beauvoir-sur-Mer.
En 2012 la communauté change de nom et devient la communauté de communes du Pays-du-Gois.

## Composition
Elle comprend les communes suivantes :
| Nom                      | Code Insee | Gentilé   | Superficie (km2) | Population (dernière pop. légale) | Densité (hab./km2) |
| ------------------------ | ---------- | --------- | ---------------- | --------------------------------- | ------------------ |
| Beauvoir-sur-Mer (siège) | 85018      | Belvérins | 35,19            | 3 947 (2015)                      | 112                |
| Bouin                    | 85029      |           | 51,31            | 2 152 (2015)                      | 42                 |
| Saint-Gervais            | 85221      |           | 41,90            | 2 573 (2015)                      | 61                 |
| Saint-Urbain             | 85273      |           | 16,39            | 1 778 (2015)                      | 108                |

Cet ensemble correspond au canton de Beauvoir-sur-Mer.

## Compétences
- Action sociale
- Aménagement rural
- Collecte et traitement des déchets des ménages et déchets assimilés
- Construction ou aménagement, entretien, gestion d'équipements ou d'établissements culturels, socioculturels, socioéducatifs, sportifs
- Création, aménagement, entretien et gestion de zone d'activités industrielle, commerciale, tertiaire, artisanale ou touristique
- Création et réalisation de zone d'aménagement concerté (ZAC)
- Opération programmée d'amélioration de l'habitat (OPAH)
- Plans locaux d'urbanisme
- Programme local de l'habitat
- Protection et mise en valeur de l'environnement
- Schéma de cohérence territoriale (SCOT)
- Tourisme

## Identité visuelle

Logotype avant le changement de dénomination.
Logotype depuis 2012.

## Administration

### Siège
Le siège de la communauté de communes se situe au 52, rue du Port, à Beauvoir-sur-Mer.

### Présidence
| Période         | Période          | Identité         | Étiquette | Qualité                              |
| --------------- | ---------------- | ---------------- | --------- | ------------------------------------ |
| 10 janvier 2001 | 31 décembre 2016 | Robert Guérineau | DVD       | Maire de Saint-Gervais (depuis 1995) |